# Якобсен, Хеннинг Люнге
Хе́ннинг Лю́нге Я́кобсен (дат. Henning Lynge Jakobsen; 6 марта 1962, Копенгаген) — датский гребец-каноист, выступал за сборную Дании в середине 1980-х годов. Серебряный и бронзовый призёр летних Олимпийских игр в Лос-Анджелесе, победитель регат национального и международного значения.

## Биография
Хеннинг Люнге Якобсен родился 6 марта 1962 года в Копенгагене. Активно заниматься греблей начал в раннем детстве, проходил подготовку в гребном клубе «Нюдро-Фуро» в городе Стёвринге.
Первого серьёзного успеха в гребле добился в 1984 году, когда попал в основной состав датской национальной сборной и благодаря череде удачных выступлений удостоился права защищать честь страны на летних Олимпийских играх в Лос-Анджелесе. Участвовал в зачёте одноместных каноэ на дистанциях 500 и 1000 метров, в первом случае завоевал серебряную медаль, уступив в финале только канадцу Ларри Кейну, во втором случае получил бронзу, пропустив вперёд того же Кейна и немца Ульриха Айке. При всём при том, страны социалистического лагеря по политическим причинам бойкотировали эти соревнования, и многих сильнейших спортсменов из ГДР, Восточной Европы и СССР здесь попросту не было.
Вскоре после Олимпиады в Лос-Анджелесе Якобсен принял решение завершить карьеру профессионального спортсмена.